# Bintagoungou
Bitagoungou est une commune du Mali, dans le Cercle de Goundam et la région de Tombouctou.

## Géographie
La ville est située entre le lac Figuibine (à l'ouest) et le lac Kamango (à l'est).